# Dolichopeza (Nesopeza) guttulanalis
Dolichopeza (Nesopeza) guttulanalis is een tweevleugelige uit de familie langpootmuggen (Tipulidae). De soort komt voor in het Oriëntaals gebied.